# Gary Puckett & the Union Gap
Gary Puckett & The Union Gap war eine US-amerikanische Popband, die in den 1960ern etliche Hits hatte. Erfolgreichster Titel der Gruppe war das Lied Young Girl von 1968.

## Werdegang
Die Band wurde 1967 in San Diego von Gary Puckett gegründet. Union Gap ist der Name einer Stadt im US-Staat Washington, die ursprünglich Yakima hieß, sich 1918 aber in Erinnerung an den Bürgerkrieg umbenannt hatte. Die Stadt ist nicht identisch mit der heutigen Stadt Yakima, die in unmittelbarer Nachbarschaft zu Union Gap liegt. Diese patriotische Haltung unterstrich die Band, indem sie in Bürgerkriegs-Uniformen auftrat und sich militärische Titel gab: „General“ Gary Puckett (Gesang), „Sergeant“ Dwight Bements (Saxofon), „Corporal“ Kerry Chater (Bass), „Private“ Gary Withem (Piano) und „Private“ Paul Wheatbread (Schlagzeug).
Pucketts charakteristische Bariton-Stimme und die Fähigkeiten von Produzent und Songschreiber Jerry Fuller machten die Band zu einer der bekanntesten und meistgespielten im Radio der späten 1960er Jahre. 1968 verkauften Puckett und seine „Soldaten“ in den Vereinigten Staaten mehr Platten als jede andere Band – einschließlich der Beatles.
1971 löste Puckett die Band auf und begann eine Solokarriere, indem er meistens die klassischen Songs der Band spielte und neu aufnahm. 2001 veröffentlichte er die Platte At Christmas, die komplett neues Material enthielt. Die alten Hits der Band verkaufen sich immer noch, bis jetzt haben sie eine Weltauflage von rund 20 Millionen Stück erreicht.

## Mitglieder

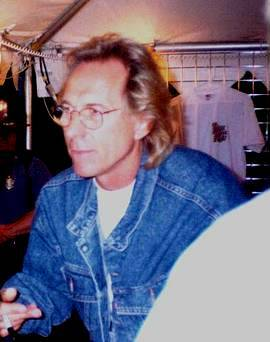
Gary Puckett (2000er-Jahre)

- Gary „General“ Puckett (* 17. Oktober 1942 in Hibbing, Minnesota): Gesang, Gitarre
- Dwight „Sergeant“ Bement (* 28. Dezember 1945 in San Diego, Kalifornien): Saxofon
- Gary „Private“ Withem (* 22. August 1946 in San Diego, Kalifornien): Piano, Keyboard
- Kerry „Corporal“ Chater (* 7. August 1945 in Vancouver, Kanada; † 4. Februar 2022 in Tennessee[1]): Bass
- Paul „Private“ Wheatbread (* 8. Februar 1946 in San Diego, Kalifornien): Schlagzeug

## Diskografie

### Alben
| Jahr | Titel                                        | Höchstplatzierung, Gesamtwochen, AuszeichnungChartplatzierungen (Jahr, Titel, Platzierungen, Wochen, Auszeichnungen, Anmerkungen) | Höchstplatzierung, Gesamtwochen, AuszeichnungChartplatzierungen (Jahr, Titel, Platzierungen, Wochen, Auszeichnungen, Anmerkungen) | Höchstplatzierung, Gesamtwochen, AuszeichnungChartplatzierungen (Jahr, Titel, Platzierungen, Wochen, Auszeichnungen, Anmerkungen) | Höchstplatzierung, Gesamtwochen, AuszeichnungChartplatzierungen (Jahr, Titel, Platzierungen, Wochen, Auszeichnungen, Anmerkungen) | Höchstplatzierung, Gesamtwochen, AuszeichnungChartplatzierungen (Jahr, Titel, Platzierungen, Wochen, Auszeichnungen, Anmerkungen) | Anmerkungen |
| Jahr | Titel                                        | DE | AT | CH | UK | US | Anmerkungen |
| ---- | -------------------------------------------- | --- | --- | --- | --- | --- | ----------- |
| 1968 | Woman, Woman                                 | — | — | — | — | US22 (45 Wo.)US |             |
| 1968 | Young Girl                                   | — | — | — | — | US21 Gold · (39 Wo.)US |             |
| 1968 | Incredible                                   | — | — | — | — | US20 (20 Wo.)US |             |
| 1969 | The New Gary Puckett and the Union Gap Album | — | — | — | UK24 (4 Wo.)UK | US50 (14 Wo.)US |             |
| 1970 | Gary Puckett & The Union Gap’s Greatest Hits | — | — | — | — | US50 Platin · (33 Wo.)US |             |

grau schraffiert: keine Chartdaten aus diesem Jahr verfügbar

### Soloalben von Gary Puckett
| Jahr | Titel                  | Höchstplatzierung, Gesamtwochen, AuszeichnungChartplatzierungen (Jahr, Titel, Platzierungen, Wochen, Auszeichnungen, Anmerkungen) | Höchstplatzierung, Gesamtwochen, AuszeichnungChartplatzierungen (Jahr, Titel, Platzierungen, Wochen, Auszeichnungen, Anmerkungen) | Höchstplatzierung, Gesamtwochen, AuszeichnungChartplatzierungen (Jahr, Titel, Platzierungen, Wochen, Auszeichnungen, Anmerkungen) | Höchstplatzierung, Gesamtwochen, AuszeichnungChartplatzierungen (Jahr, Titel, Platzierungen, Wochen, Auszeichnungen, Anmerkungen) | Höchstplatzierung, Gesamtwochen, AuszeichnungChartplatzierungen (Jahr, Titel, Platzierungen, Wochen, Auszeichnungen, Anmerkungen) | Anmerkungen |
| Jahr | Titel                  | DE | AT | CH | UK | US | Anmerkungen |
| ---- | ---------------------- | --- | --- | --- | --- | --- | ----------- |
| 1968 | The Gary Puckett Album | — | — | — | — | US196 (1 Wo.)US |             |

grau schraffiert: keine Chartdaten aus diesem Jahr verfügbar
Weitere Veröffentlichungen
- 1982: Melodie
- 2006: This Is Love

### Singles
| Jahr | Titel Album                                                                         | Höchstplatzierung, Gesamtwochen, AuszeichnungChartplatzierungen (Jahr, Titel, Album, Platzierungen, Wochen, Auszeichnungen, Anmerkungen) | Höchstplatzierung, Gesamtwochen, AuszeichnungChartplatzierungen (Jahr, Titel, Album, Platzierungen, Wochen, Auszeichnungen, Anmerkungen) | Höchstplatzierung, Gesamtwochen, AuszeichnungChartplatzierungen (Jahr, Titel, Album, Platzierungen, Wochen, Auszeichnungen, Anmerkungen) | Höchstplatzierung, Gesamtwochen, AuszeichnungChartplatzierungen (Jahr, Titel, Album, Platzierungen, Wochen, Auszeichnungen, Anmerkungen) | Höchstplatzierung, Gesamtwochen, AuszeichnungChartplatzierungen (Jahr, Titel, Album, Platzierungen, Wochen, Auszeichnungen, Anmerkungen) | Anmerkungen                                    |
| Jahr | Titel Album                                                                         | DE | AT | CH | UK | US | Anmerkungen                                    |
| ---- | ----------------------------------------------------------------------------------- | --- | --- | --- | --- | --- | ---------------------------------------------- |
| 1967 | Woman, Woman                                                                        | — | — | — | UK48 (1 Wo.)UK | US4 Gold · (17 Wo.)US |                                                |
| 1968 | Young Girl                                                                          | DE6 (8 Wo.)DE | AT12 (12 Wo.)AT | CH2 (12 Wo.)CH | UK1 Silber · (30 Wo.)UK | US2 Gold · (15 Wo.)US | 1974 in UK nach Wiederveröffentlichung Platz 6 |
| 1968 | Lady Willpower Incredible                                                           | DE13 (6 Wo.)DE | — | — | UK5 (16 Wo.)UK | US2 Gold · (13 Wo.)US |                                                |
| 1968 | Over You Incredible                                                                 | DE28 (1 Wo.)DE | — | — | — | US7 Gold · (11 Wo.)US |                                                |
| 1969 | Don’t Give in to Him The New Gary Puckett and the Union Gap Album                   | — | — | — | — | US15 (9 Wo.)US |                                                |
| 1969 | This Girl Is a Woman Now The New Gary Puckett and the Union Gap Album               | — | — | — | — | US9 (11 Wo.)US |                                                |
| 1970 | Let’s Give Adam and Eve Another Chance Gary Puckett & The Union Gap's Greatest Hits | — | — | — | — | US41 (7 Wo.)US |                                                |

grau schraffiert: keine Chartdaten aus diesem Jahr verfügbar

### Gary Puckett solo
| Jahr | Titel Album                                                     | Höchstplatzierung, Gesamtwochen, AuszeichnungChartplatzierungen (Jahr, Titel, Album, Platzierungen, Wochen, Auszeichnungen, Anmerkungen) | Höchstplatzierung, Gesamtwochen, AuszeichnungChartplatzierungen (Jahr, Titel, Album, Platzierungen, Wochen, Auszeichnungen, Anmerkungen) | Höchstplatzierung, Gesamtwochen, AuszeichnungChartplatzierungen (Jahr, Titel, Album, Platzierungen, Wochen, Auszeichnungen, Anmerkungen) | Höchstplatzierung, Gesamtwochen, AuszeichnungChartplatzierungen (Jahr, Titel, Album, Platzierungen, Wochen, Auszeichnungen, Anmerkungen) | Höchstplatzierung, Gesamtwochen, AuszeichnungChartplatzierungen (Jahr, Titel, Album, Platzierungen, Wochen, Auszeichnungen, Anmerkungen) | Anmerkungen |
| Jahr | Titel Album                                                     | DE | AT | CH | UK | US | Anmerkungen |
| ---- | --------------------------------------------------------------- | --- | --- | --- | --- | --- | ----------- |
| 1970 | I Just Don’t Know What to Do with Myself The Gary Puckett Album | — | — | — | — | US61 (4 Wo.)US |             |
| 1971 | Keep the Customer Satisfied The Gary Puckett Album              | — | — | — | — | US71 (5 Wo.)US |             |

Weitere Veröffentlichungen
- 1971: Life Has Its Little Ups and Downs
- 1971: Gentle Woman
- 1971: I Can’t Hold On
- 1972: Bless This Child

### Kerry Chater solo
| Jahr | Titel Album      | Höchstplatzierung, Gesamtwochen, AuszeichnungChartplatzierungen (Jahr, Titel, Album, Platzierungen, Wochen, Auszeichnungen, Anmerkungen) | Höchstplatzierung, Gesamtwochen, AuszeichnungChartplatzierungen (Jahr, Titel, Album, Platzierungen, Wochen, Auszeichnungen, Anmerkungen) | Höchstplatzierung, Gesamtwochen, AuszeichnungChartplatzierungen (Jahr, Titel, Album, Platzierungen, Wochen, Auszeichnungen, Anmerkungen) | Höchstplatzierung, Gesamtwochen, AuszeichnungChartplatzierungen (Jahr, Titel, Album, Platzierungen, Wochen, Auszeichnungen, Anmerkungen) | Höchstplatzierung, Gesamtwochen, AuszeichnungChartplatzierungen (Jahr, Titel, Album, Platzierungen, Wochen, Auszeichnungen, Anmerkungen) | Anmerkungen |
| Jahr | Titel Album      | DE | AT | CH | UK | US | Anmerkungen |
| ---- | ---------------- | --- | --- | --- | --- | --- | ----------- |
| 1977 | Part Time Love – | — | — | — | — | US97 (2 Wo.)US |             |